# アンベール・ド・ビリー
アンベール・ド・ビリー（ビイイ）（Himbert de Billy, 1544年頃 - 1630年頃）は、フランスの占星術師。『恐るべき流星と、滅多に空に現れることがない驚異の幻像に関する概要的描写』（リヨン、1577年）を皮切りに、以降1630年まで毎年のように暦書や予言関係の著書を刊行した。その中にはロンドンで英語版（『奇妙で驚くべき流星や彗星が現れる、現1604年から始まる…以後7年間の確実なる驚異の予言』1604年）が出されたものもあった。なお、同時代の作家フランソワ・ガラスの詩では、代表的な占星術師としてビリーの名が挙げられている。
伝記的事実は余り知られていない。少なくともビリー自身は著書において、リヨネー地方シャルリューの生まれで、ブルゴーニュ地方のサン＝タムールやロン＝ル＝ソーニエに住んでいると称していた。1595年頃にルーアンで刊行された著書（『1596年向けの暦と占筮』）には、著者51歳の肖像画が掲げられているため、1544年頃の生まれと推測されており、1630年以降の著書が確認されていないことから、その頃没したと推測されている。
なお、アントワーヌ・デュ・ヴェルディエの書誌（1585年）では、「アンベール・ド・ビリー」はオランダ出身の医師・音楽家コルネイユ・ド・ブロックランの変名であるとして、ビリーの著作は全てブロックランの項で扱われている。
著書のうち、『1587年向けの暦』（リヨン／パリ、1586年頃）はガリカデジタル図書館（フランス国立図書館）で公開されており、ノストラダムスの暦書同様、各月のカレンダーの冒頭に四行詩を添える書式が採られていることを確認できる。ちなみに、その中の3篇はノストラダムスの『百詩篇集』からの盗用である。また、ノストラダムスの『百詩篇集』を意識したのか、『1587年以降の未来に起こる、より記憶されるべき出来事の最初のサンチュリ (Première Centurie )』（パリ、1587年頃）という著書を刊行したこともあった。この場合のサンチュリは予言書の類義語として用いられており、100篇の詩を揃えているわけではない。